# Sebastian Szymański
Sebastian Szymański (Biała Podlaska, 10 mei 1999) is een Pools voetballer die doorgaans speelt als middenvelder. In juli 2023 verruilde hij Dinamo Moskou voor Fenerbahçe. Szymański debuteerde in 2019 in het Pools voetbalelftal.

## Clubcarrière

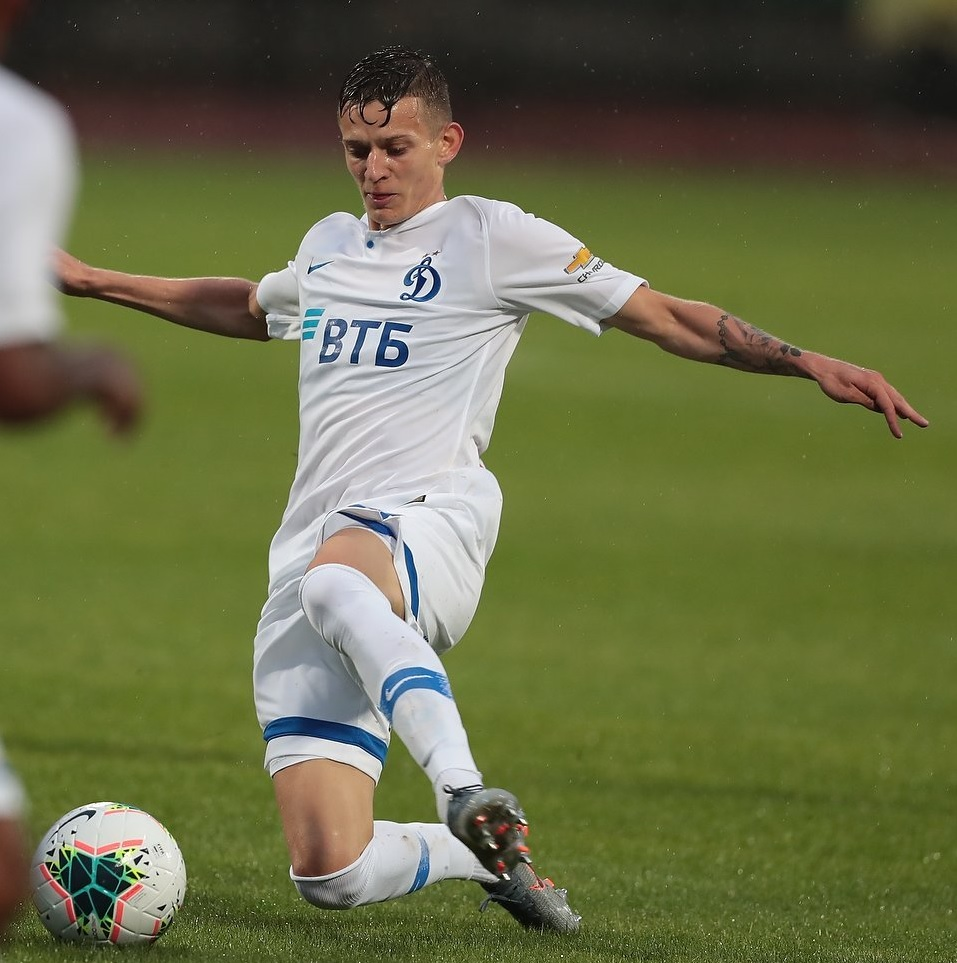
Szymański in 2019 spelend voor Dynamo Moskou

Szymański speelde in de jeugd van TOP 54 Biała Podlaska en kwam in 2013 in de opleiding van Legia Warschau terecht. Zijn debuut in het eerste elftal maakte de middenvelder op 20 augustus 2016, toen in eigen huis met 1–3 verloren werd van Arka Gdynia. Marcus Vinicius en Adam Marciniak (tweemaal) scoorden voor Arka, waarna Kasper Hämäläinen voor de treffer van Legia zorgde. Szymański moest van coach Besnik Hasi op de bank beginnen en hij viel een kwartier voor tijd in voor Jarosław Niezgoda. Op 3 maart 2017 kwam hij voor het eerst tot scoren, op bezoek bij Zagłębie Lubin. Hij viel na tachtig minuten in voor Guilherme en maakte twee minuten voor tijd het laatste doelpunt van de wedstrijd. Szymański tekende in oktober 2017 een nieuw contract bij Legia, tot medio 2022.
In de zomer van 2019 verkaste Szymański voor circa vijfenhalf miljoen euro naar Dinamo Moskou, waar hij zijn handtekening zette onder een verbintenis voor de duur van vijf seizoenen. Tijdens de voorbereiding op het Eredivisie-seizoen 2022/23 kwam Szymański op huurbasis over naar Feyenoord, inclusief optie tot koop van circa tien miljoen euro. De Poolse middenvelder had het grootste gedeelte van het seizoen een basisplaats en werd kampioen met Feyenoord. De optie tot koop werd niet gelicht en in juli 2023 nam Fenerbahçe hem voor circa tien miljoen euro over. In Turkije tekende hij voor vier jaar.

## Clubstatistieken
| Seizoen | Club           | Competitie   | Competitie | Competitie | Competitie | Beker | Beker | Beker | Internationaal | Internationaal | Internationaal | Totaal | Totaal | Totaal |
| Seizoen | Club           | Competitie   | Wed.       | Dlp.       | Ass.       | Wed.  | Dlp.  | Ass.  | Wed.           | Dlp.           | Ass.           | Wed.   | Dlp.   | Ass.   |
| ------- | -------------- | ------------ | ---------- | ---------- | ---------- | ----- | ----- | ----- | -------------- | -------------- | -------------- | ------ | ------ | ------ |
| 2016/17 | Legia Warschau | Ekstraklasa  | 10         | 1          | 0          | 1     | 0     | 0     | 0              | 0              | 0              | 11     | 1      | 0      |
| 2017/18 | Legia Warschau | Ekstraklasa  | 21         | 4          | 2          | 7     | 3     | 3     | 5              | 1              | 1              | 33     | 8      | 6      |
| 2018/19 | Legia Warschau | Ekstraklasa  | 34         | 2          | 7          | 4     | 0     | 0     | 4              | 0              | 0              | 42     | 2      | 7      |
| 2019/20 | Dinamo Moskou  | Premjer-Liga | 22         | 1          | 1          | 1     | 0     | 0     | —              | —              | —              | 23     | 1      | 1      |
| 2020/21 | Dinamo Moskou  | Premjer-Liga | 28         | 1          | 6          | 2     | 0     | 0     | 1              | 0              | 0              | 31     | 1      | 6      |
| 2021/22 | Dinamo Moskou  | Premjer-Liga | 27         | 6          | 8          | 5     | 0     | 0     | —              | —              | —              | 32     | 6      | 8      |
| 2022/23 | → Feyenoord    | Eredivisie   | 29         | 9          | 4          | 2     | 0     | 0     | 9              | 1              | 3              | 40     | 10     | 7      |
| 2023/24 | Fenerbahçe     | Süper Lig    | 37         | 10         | 9          | 2     | 0     | 0     | 16             | 3              | 5              | 55     | 13     | 14     |
| 2024/25 | Fenerbahçe     | Süper Lig    | 35         | 3          | 5          | 2     | 1     | 0     | 16             | 3              | 4              | 53     | 7      | 9      |
| 2025/26 | Fenerbahçe     | Süper Lig    | 0          | 0          | 0          | 0     | 0     | 0     | 2              | 0              | 1              | 2      | 0      | 1      |
| Totaal  | Totaal         | Totaal       | 243        | 37         | 42         | 26    | 4     | 3     | 53             | 8              | 14             | 322    | 49     | 59     |

Bijgewerkt op 13 augustus 2025.

## Interlandcarrière
Szymański werd in mei 2018 door bondscoach Adam Nawałka opgenomen in een 35-koppige voorselectie van het Pools voetbalelftal voor het WK 2018 in Rusland. Hij had toen nog geen interland gespeeld. Drie weken later maakte Nawałka zijn definitieve selectie van drieëntwintig spelers voor het toernooi bekend. Szymański was een van de twaalf afvallers. Szymański debuteerde op 9 september 2019 in het Pools voetbalelftal, in een kwalificatiewedstrijd voor het EK 2020 tegen Oostenrijk (0–0). Zijn eerste interlanddoelpunt volgde op 19 november 2019. Hij bracht Polen toen op 1–0 in een met 3–2 gewonnen EK-kwalificatiewedstrijd tegen Slovenië.
In oktober 2022 werd Szymański door bondscoach Czesław Michniewicz opgenomen in de Poolse voorselectie voor het WK 2022. Drie weken later werd hij ook opgenomen in de definitieve selectie. Tijdens dit WK werd Polen door Frankrijk uitgeschakeld in de achtste finales nadat in de groepsfase was gelijkgespeeld tegen Mexico, gewonnen van Saoedi-Arabië en verloren van Argentinië. Szymański kwam in twee duels in actie. Zijn toenmalige clubgenoten Justin Bijlow (Nederland) en Alireza Jahanbakhsh (Iran) waren ook actief op het toernooi.
Szymański werd in mei 2024 door bondscoach Michał Probierz opgenomen in de voorselectie van Polen voor het EK 2024 in Duisland. Polen werd in de groepsfase uitgeschakeld na nederlagen tegen Nederland (1–2) en Oostenrijk (1–3) en een gelijkspel tegen Frankrijk (1–1). Szymański kwam op het EK in twee duels in actie. Zijn toenmalige clubgenoten Dominik Livaković (Kroatië), Dušan Tadić (Servië), İsmail Yüksek, İrfan Can Kahveci, Mert Müldür en Ferdi Kadıoğlu (allen Turkije) waren ook actief op het toernooi.
| Interlands van Sebastian Szymański voor Polen | Interlands van Sebastian Szymański voor Polen | Interlands van Sebastian Szymański voor Polen | Interlands van Sebastian Szymański voor Polen | Interlands van Sebastian Szymański voor Polen | Interlands van Sebastian Szymański voor Polen | Interlands van Sebastian Szymański voor Polen |
| №                                             | Datum                                         | Wedstrijd                                     | Uitslag                                       | Competitie                                    | Goals                                         |                                               |
| Als speler bij Dinamo Moskou                  | Als speler bij Dinamo Moskou                  | Als speler bij Dinamo Moskou                  | Als speler bij Dinamo Moskou                  | Als speler bij Dinamo Moskou                  | Als speler bij Dinamo Moskou                  | Als speler bij Dinamo Moskou                  |
| --------------------------------------------- | --------------------------------------------- | --------------------------------------------- | --------------------------------------------- | --------------------------------------------- | --------------------------------------------- | --------------------------------------------- |
| 1                                             | 9 september 2019                              | Polen – Oostenrijk                            | 0 – 0                                         | EK 2020 kwalificatie                          |                                               |                                               |
| 2                                             | 10 oktober 2019                               | Letland – Polen                               | 0 – 3                                         | EK 2020 kwalificatie                          |                                               |                                               |
| 3                                             | 13 oktober 2019                               | Polen – Noord-Macedonië                       | 2 – 0                                         | EK 2020 kwalificatie                          |                                               |                                               |
| 4                                             | 16 november 2019                              | Israël – Polen                                | 1 – 2                                         | EK 2020 kwalificatie                          |                                               |                                               |
| 5                                             | 19 november 2019                              | Polen – Slovenië                              | 3 – 2                                         | EK 2020 kwalificatie                          | 3'                                            |                                               |
| 6                                             | 4 september 2020                              | Nederland – Polen                             | 1 – 0                                         | Nations League 2020/21                        |                                               |                                               |
| 7                                             | 7 september 2020                              | Bosnië en Herzegovina – Polen                 | 1 – 2                                         | Nations League 2020/21                        |                                               |                                               |
| 8                                             | 11 oktober 2020                               | Polen – Italië                                | 0 – 0                                         | Nations League 2020/21                        |                                               |                                               |
| 9                                             | 11 november 2020                              | Polen – Oekraïne                              | 2 – 0                                         | Vriendschappelijk                             |                                               |                                               |
| 10                                            | 15 november 2020                              | Italië – Polen                                | 2 – 0                                         | Nations League 2020/21                        |                                               |                                               |
| 11                                            | 25 maart 2021                                 | Hongarije – Polen                             | 3 – 3                                         | WK 2022 kwalificatie                          |                                               |                                               |
| 12                                            | 24 maart 2022                                 | Schotland – Polen                             | 1 – 1                                         | Vriendschappelijk                             |                                               |                                               |
| 13                                            | 29 maart 2022                                 | Polen – Zweden                                | 2 – 0                                         | WK 2022 kwalificatie                          |                                               |                                               |
| 14                                            | 8 juni 2022                                   | België – Polen                                | 6 – 1                                         | Nations League 2022/23                        |                                               |                                               |
| 15                                            | 14 juni 2022                                  | Polen – België                                | 0 – 1                                         | Nations League 2022/23                        |                                               |                                               |
| Als speler bij Feyenoord                      |                                               |                                               |                                               |                                               |                                               |                                               |
| 16                                            | 22 september 2022                             | Polen – Nederland                             | 0 – 2                                         | Nations League 2022/23                        |                                               |                                               |
| 17                                            | 25 september 2022                             | Wales – Polen                                 | 0 – 1                                         | Nations League 2022/23                        |                                               |                                               |
| 18                                            | 16 november 2022                              | Polen – Chili                                 | 1 – 0                                         | Vriendschappelijk                             |                                               |                                               |
| 19                                            | 22 november 2022                              | Mexico – Polen                                | 0 – 0                                         | WK 2022                                       |                                               |                                               |
| 20                                            | 4 december 2022                               | Frankrijk – Polen                             | 3 – 1                                         | WK 2022                                       |                                               |                                               |
| 21                                            | 24 maart 2023                                 | Tsjechië – Polen                              | 3 – 1                                         | EK 2024 kwalificatie                          |                                               |                                               |
| 22                                            | 27 maart 2023                                 | Polen – Albanië                               | 1 – 0                                         | EK 2024 kwalificatie                          |                                               |                                               |
| 23                                            | 16 juni 2023                                  | Polen – Duitsland                             | 1 – 0                                         | Vriendschappelijk                             |                                               |                                               |
| 24                                            | 20 juni 2023                                  | Moldavië – Polen                              | 3 – 2                                         | EK 2024 kwalificatie                          |                                               |                                               |
| Als speler bij Fenerbahçe                     |                                               |                                               |                                               |                                               |                                               |                                               |
| 25                                            | 7 september 2023                              | Polen – Faeröer                               | 2 – 0                                         | EK 2024 kwalificatie                          |                                               |                                               |
| 26                                            | 10 september 2023                             | Albanië – Polen                               | 2 – 0                                         | EK 2024 kwalificatie                          |                                               |                                               |
| 27                                            | 12 oktober 2023                               | Faeröer – Polen                               | 0 – 2                                         | EK 2024 kwalificatie                          | 4'                                            |                                               |
| 28                                            | 15 oktober 2023                               | Polen – Moldavië                              | 1 – 1                                         | EK 2024 kwalificatie                          |                                               |                                               |
| 29                                            | 17 november 2023                              | Polen – Tsjechië                              | 1 – 1                                         | EK 2024 kwalificatie                          |                                               |                                               |
| 30                                            | 21 november 2023                              | Polen – Letland                               | 2 – 0                                         | Vriendschappelijk                             |                                               |                                               |
| 31                                            | 21 maart 2024                                 | Polen – Estland                               | 5 – 1                                         | EK 2024 kwalificatie                          |                                               |                                               |
| 32                                            | 26 maart 2024                                 | Wales – Polen                                 | 0 – 0 (4 – 5 n.s.)                            | EK 2024 kwalificatie                          |                                               |                                               |
| 33                                            | 7 juni 2024                                   | Polen – Oekraïne                              | 3 – 1                                         | Vriendschappelijk                             |                                               |                                               |
| 34                                            | 10 juni 2024                                  | Polen – Turkije                               | 2 – 1                                         | Vriendschappelijk                             |                                               |                                               |
| 35                                            | 16 juni 2024                                  | Polen – Nederland                             | 1 – 2                                         | EK 2024                                       |                                               |                                               |
| 36                                            | 25 juni 2024                                  | Frankrijk – Polen                             | 1 – 1                                         | EK 2024                                       |                                               |                                               |
| 37                                            | 5 september 2024                              | Schotland – Polen                             | 2 – 3                                         | Nations League 2024/25                        | 8'                                            |                                               |
| 38                                            | 8 september 2024                              | Kroatië – Polen                               | 1 – 0                                         | Nations League 2024/25                        |                                               |                                               |
| 39                                            | 12 oktober 2024                               | Polen – Portugal                              | 1 – 3                                         | Nations League 2024/25                        |                                               |                                               |
| 40                                            | 15 oktober 2024                               | Polen – Kroatië                               | 3 – 3                                         | Nations League 2024/25                        | 68'                                           |                                               |
| 41                                            | 18 november 2024                              | Polen – Schotland                             | 1 – 2                                         | Nations League 2024/25                        |                                               |                                               |
| 42                                            | 21 maart 2025                                 | Polen – Litouwen                              | 1 – 0                                         | WK 2026 kwalificatie                          |                                               |                                               |
| 43                                            | 24 maart 2025                                 | Polen – Malta                                 | 2 – 0                                         | WK 2026 kwalificatie                          |                                               |                                               |
| 44                                            | 6 juni 2025                                   | Polen – Moldavië                              | 2 – 0                                         | Vriendschappelijk                             |                                               |                                               |
| 45                                            | 10 juni 2025                                  | Finland – Polen                               | 2 – 1                                         | WK 2026 kwalificatie                          |                                               |                                               |

Bijgewerkt op 13 augustus 2025.

## Erelijst
| Competitie     |                |                  |                |                |
| Competitie     | Aantal         | Jaren            |                |                |
| Legia Warschau | Legia Warschau | Legia Warschau   | Legia Warschau | Legia Warschau |
| -------------- | -------------- | ---------------- | -------------- | -------------- |
| Ekstraklasa    | 2              | 2016/17, 2017/18 |                |                |
| Puchar Polski  | 1              | 2017/18          |                |                |
| Feyenoord      |                |                  |                |                |
| Eredivisie     | 1              | 2022/23          |                |                |